# Leucophenga bakeri
Leucophenga bakeri är en tvåvingeart som först beskrevs av Sturtevant 1927.  Leucophenga bakeri ingår i släktet Leucophenga och familjen daggflugor.
Artens utbredningsområde är Filippinerna. Inga underarter finns listade i Catalogue of Life.